# دانشگاه آزاد ملی ایندیرا گاندی
دانشگاه آزاد ملی ایندیرا گاندی (هندی:इंदिरा गाँधी राष्ट्रीय मुक्त विश्वविद्यालय) ملقب به IGNOU یک دانشگاه ملی آموزش از راه دور واقع در دهلی نو کشور هند است. این دانشگاه در سال ۱۹۸۵ پس از تصویب مصوبه دانشگاه آزاد ملی ایندیرا گاندی در مجلس با بودجه ۲۰ میلیون روپیه توسط دولت مرکزی هند راه اندازی شد. این دانشگاه که با بیش از ۷/۰۰۰/۰۰۰ دانشجو بزرگترین دانشگاه جهان است، در نظر دارد تا آموزش عالی را به وسیلهٔ شیوه فراگیر و از راه دور اشاعه دهد و فرصت تحصیلات عالیه را مشخصا برای افراد کمتر برخوردار جامعه ایجاد کند و با تشویق، ساماندهی و وضع استاندارها برای آموزش از راه دور در هند، به تقویت نیروی انسانی هند از طریق آموزش کمک کند. دانشگاه ایندیرا گاندی همچنین میزبان کنسرسیوم آموزش از راه دور (SACODiL) و شبکه جهانی اَبَر دانشگاه‌ها(GMUNET) که در ابتدا با حمایت یونسکو آغاز شد نیز می‌باشد.
دانشگاه ایندیرا گاندی رویه تمرکز زدایی را با ایجاد ۵ منطقه شمال، جنوب، شرق، غرب و شمال شرق آغاز کرده‌است. اولین دفتر منطقه‌ای برای ایالات جنوبی در تریواندروم مرکز ایالت کرالا هند ایجاد شد. دولت هند مسئولیت توسعه و سیاستگذاری برای دوره‌های آموزش از راه دور آنلاین را نیز به این دانشگاه واگذار کرده‌است.